# Angelina Markiefka
Angelina Markiefka (* in Frankfurt am Main) ist eine deutsche Schauspielerin, Sängerin, Synchronsprecherin und Musicaldarstellerin.

## Leben
Schon ihre Eltern, Holger Terry (bürgerlich: Karlheinz Markiefka) und Bernadette Offenbach, waren beide viele Jahre im Showgeschäft tätig. So entwickelte sich früh das Interesse für die Bühne, was wohl (u.a) auf ihr soziales Umfeld, bestehend aus Schauspielern und Musikern, zurückgeführt werden kann.
Sie lernte Klavier zu spielen, sang im Chor, tanzte Ballett und sammelte erste Erfahrungen beim Theater. Im Rahmen ihrer Ausbildung besuchte sie die Abraxas Musical Akademie, eine Berufsfachschule für Musicaldarsteller. Dort machte sie im Jahr 2008 ihren Abschluss.
In dieser Zeit entwickelte sich ihr Interesse an Film und Fernsehen. Sie belegte deshalb, zusätzlich zu ihrer Musicalausbildung, Schauspielkurse an der Filmakademie in München und bei Kristiane Kupfer in Berlin. Darauf folgten ihre ersten Auftritte in Fernsehproduktionen (z.B. Marienhof oder SOKO) sowie die Beteiligung an verschiedenen Musikvideos und Kurzfilmen. Die erste große Rolle im Musicalbereich spielte sie für das Freie Landestheater Bayern als Nancy Romance im Singspiel  „Sekretärinnen“ von Franz Wittenbrink.  Es folgte die Anstellung bei den Vereinigten Bühnen Wien. Dort war Angelina als Zweitbesetzung für Sarah in Tanz der Vampire zu sehen. Später wirkte sie ebenfalls in der konzertanten Produktion von Jesus Christ Superstar mit und beteiligte sich an der Haiti-Gala.
Nach dieser Tätigkeit übernahm sie die Rolle der Sarah als Walk-In-Cover (flexible Ersatz-Besetzung) in Stuttgart. Danach wurde sie feste Zweitbesetzung für die Rolle in Berlin und Teil vom Gesangs-Ensemble des Musicals.
Markiefka hat ihren Hauptwohnsitz in München und arbeitet dort überwiegend als Synchronsprecherin. 

## Filmografie
- 2009: Marienhof … als Anke
- 2015: Barbesuch … als Prostituierte
- 2016: Scars of Xavier … als Natascha Procházka

## Synchronrollen (Auswahl)

### Filme
- 2019: Angeloid: Sora no Otoshimono – Project Pink für Ayahi Takagaki … als Mikako Satsukitane
- 2019: Violet Evergarden und das Band der Freundschaft für Aya Saitou … als Nerine (1. und 2. Synchronfassung)
- 2020: Thank You for Your Service für Erin Darke … als Tracey
- 2020: Aya und die Hexe für Sherina Munaf … als Ayas Mutter
- 2020: The Broken Hearts Gallery für Suki Waterhouse … als Chloe
- 2020: A California Christmas für Katelyn Epperly … als Liz
- 2020: Um ein Schnurrhaar für Eri Kitamura … als Kinako
- 2020: Violet Evergarden: Der Film für Aya Saitou … als Nerine (1. Synchronfassung)
- 2021: L.A. Rebels – Ausbruch der Gewalt für Elizabeth Posey … als Tammy
- 2021: Die in a Gunfight für Emmanuelle Chriqui … als Barbie
- 2021: Fortune Favors Lady Nikuko für Saaya Haraguchi … als Risa
- 2021: L.O.L. Surprise: Der Film für Jessica Ruth Bell und Sonya Krueger … als Starlette und Lady Diva
- 2021: Last Looks für Xen Sams … als Allie Jamshid
- 2021: Never Back Down: Revolt für Nicole Sousa … als Emika
- 2021: Die Novizin für Sage Irvine … als Janssen
- 2021: Pretty Guardian Sailor Moon Eternal: Der Film für Reina Ueda … als Cere-Cere / Sailor Ceres
- 2021: Wrong Turn: The Foundation für Emma Dumont … als Milla D'Angelo
- 2022: Saekano the Movie: Finale für Kiyono Yasuno … als Megumi Katou
- 2022: Renn, Liebling, Renn für Gigi Zumbado … als Michelle
- 2022: Control für Karen LeBlanc … als „der Administrator“
- 2022: The Devil Conspiracy – Der Krieg der Engel ist auf die Erde gekommen für Victoria Chilap … als Brenda
- 2022: Father Stu für Annie Lee … als Dr. Wan
- 2022: L.O.L Surprise! Wintermodenschau für Hillary Jones … als Lady Braids
- 2022: Marie und der Nussknacker für Ekaterina Tikhomirova … als Margaret
- 2022: One Piece Film: Red für Chise Niitsu … als Romy
- 2022: Re:cycle of the Penguindrum für Sumire Uesaka … als Princhupenguin
- 2023: The Adults für Sophia Lillis … als Maggie
- 2023: Culpa Mia – Meine Schuld für Adriana Ubani … als Anna
- 2023: On a Wing and a Prayer – Gefahr am Horizont für Anna Enger Ritch … als Ashley Harrison
- 2023: Simulant für Vienna Hehir … als Yui
- 2024: Pretty Guardian Sailor Moon Cosmos: Der Film für Reina Ueda … als Sailor Ceres
- 2024: One Piece: Heart of Gold für Fuyuka Ono … als Livia Myskina (Gesang)
- 2024: Imaginary für DeWanda Wise … als Jessica
- 2024: Snoopy präsentiert: Willkommen zu Hause, Franklin für Hattie Kragten … als Sally

### Serien
- 2011: Penguindrum für Romi Park … als Tsubasa Yuuki
- 2017: Floribama Shore für/als Kortni Gilson
- 2017: My First Girlfriend is a Gal für Natsuko Hara … als Kokoro Shiina
- 2018: Cardcaptor Sakura: Clear Card für Miwa Matsumoto … als Chiharu Mihara
- 2018: Cells at Work! für Kana Hanazawa … als Rote Blutzelle
- 2018: Death March to the Parallel World Rhapsody für Nanami Atsugi … als Martha
- 2018: Jan de Lichte und seine Bande für Anemone Valcke … als De Schoen
- 2018: Megalo Box für Reimi … als Bonjiri
- 2018–2019: Die Psammy Show für unbekannt … als Psimone
- 2018: Record of Grancrest War für Megumi Nakajima … als Luna
- 2018: Zombie Land Saga für Risa Taneda … als Ai Mizuno
- 2019–2022: Arifureta: From Commonplace to World’s Strongest für Yumiri Hanamori … als Shizuku Yaegashi
- 2019: Domestic Girlfriend für Yōko Hikasa … als Hina Tachibana
- 2019–2022: Gigantosaurus für Brenden Sunderland … als Leon
- 2019–2020: Kandagawa Jet Girls für Ai Fairouz … als Emily Orange
- 2019: Mob Psycho 100 II für Mao Ichimichi … als Minori Asagiri
- 2019: Angeloid: Sora no Otoshimono für Ayahi Takagaki … als Mikako Satsukitane
- 2019: Akashic Records of Bastard Magical Instructor für Yume Miyamoto … als Lumia Tingel
- 2020: Deca-Dence für Eri Kitamura … als Kurenai
- 2020–2022: Dragon Quest: The Adventure of Dai für Mikako Komatsu … als Maam
- 2020–2022: Yashahime: Princess Half-Demon für Mikako Komatsu … als Setsuna
- 2021: School Days für Chiaki Takahashi … als Nanami Kanroji
- 2021: Saekano: How to Raise a Boring Girlfriend für Kiyono Yasuno … als Megumi Katou
- 2021: Cells at Work!! für Kana Hanazawa … als Rote Blutzelle
- seit 2021: The Great North für Dulcé Sloan … als Honeybee Shaw
- 2021: Kombattanten werden entsandt! für Natsumi Murakami … als Rose
- seit 2021: L.O.L. Surprise! – House of Surprises! für Sonya Krueger … als Lady Diva
- 2021: Zombie Land Saga Revenge für Risa Taneda … als Ai Mizuno
- 2022: Bibliophile Princess für unbekannt … als Matilda
- 2022: Bright Sun: Dark Shadows für Rie Kugimiya … als Shiori Kobayakawa
- 2022: The Eminence in Shadow für Asami Seto … als Alpha
- 2022: Familiengeheimnisse für Alma Asuai … als Anka
- 2022: Immoral Guild für Karin Isobe … als Hitamu Kyan
- 2022: Lycoris Recoil für Maki Kawase … als Fuki Harukawa
- seit 2022: Reincarnated as a Sword für Rumi Ookubo … als Nell
- 2022: Urusei Yatsura für Sumire Uesaka … als Lum
- 2022: Vermeil in Gold für Wakana Kuramochi … als Lilia Kudelfeyt
- 2022[7]: Pokémon: Ultimative Reisen für Kei Shindou … als Lilly (2. Stimme)
- 2022–2023: A Certain Magical Index für Mamiko Noto … als Aisa Himegami
- 2022–2023: The Hardy Boys für Bea Santos … als Gertrude „Trudy“ Hardy
- 2023: Filmriss für Agata Turkot … als Ewa Orszanska
- 2023: Helck für Aimi … als Iris
- 2023: My Life as Inukai-san's Dog für Saya Aizawa … als Karen Inukai
- 2023: Onimai: Ab sofort Schwester! für Hisako Kanemoto … als Kaede Hozuki
- 2023: The Rig – Angriff aus der Tiefe für Molly Vevers … als Heather
- 2023–2024: Unicorn Academy für Sara Garcia … als Sophia Mendoza
- 2023: Unseen für Gail Mabalane … als Zenzile Mwale
- 2023: Yu Yu Hakusho für Sei Shiraishi … als Keiko Yukimura
- seit 2024: Joko Anwar’s Nightmares and Daydreams für Aimee Saras … als Gemi
- 2024: Mushi-Shi für Maaya Sakamoto … als Amane
- 2024[8]: Republic of Doyle – Einsatz für zwei für Krystin Pellerin … als Leslie Bennett (2. Stimme)